# Gelterkinderhandel
Der «Gmeinijoggeliputsch» oder Gelterkinderhandel  war eine kuriose Begebenheit aus dem Jahr 1840 zwischen Gelterkinden und dem sieben Jahre jungen Kanton Basel-Landschaft.

## Die Unzufriedenen
Im September 1839 versammelten sich in Arlesheim einige mit der Regierung unzufriedene Männer unter dem Namen «Komitee der Vaterlandsfreunde». Es waren dies: Johannes Martin, Bezirksschreiber von Arlesheim, Heinrich Martin und sein Bruder, Heinrich Völlmin von Sissach, der Alt-Bezirksschreiber von Waldenburg, Emil Jundt von Binningen und Dokter Kaus von Arlesheim. Sie wollten, dass die Verfassung revidiert werde und  forderten von der Regierung die Bekanntgabe der finanziellen Lage des Kantons.
Nachdem sie in Sissach und im Birseck mehrere Volksversammlungen abgehalten hatten, wobei sie sich vergeblich bemühten das Baselbieter Volk auf ihre Seite zu bringen, schloss sich ihnen ein Gelterkinder Bürger an: Jakob Freivogel, «Gmeinijoggeli» genannt. Er organisierte am 15. März und am 5. April 1840 in Gelterkinden zwei Volksversammlungen, die von einer respektablen Anzahl Bürgern besucht wurden.

## Die Reaktion der Regierung

Gälterchinder-Wappe

Der Regierung in Liestal, die seit dem «Gelterkinder Sturm» ein besonders kritisches Auge auf Gelterkinden geworfen hatte, kamen diese Versammlungen suspekt vor. Sie schickten Jakob Freivogel eine Vorladung zu einer Aussprache, der erschien jedoch nicht. Da sandten sie zwei Landjäger um ihn zu verhaften. Einige Gelterkinder Bürger stellten sich jedoch vor den Gmeinijoggeli und verhinderten seine Gefangennahme.
Seine Aufrufe zu diesen Versammlungen, seine Weigerung, sich in Liestal selbst zur Verantwortung zu stellen, und endlich die Teilnahme einiger Bürger und die Verhinderung seiner Verhaftung durch dieselben wurden von der Regierung für einen Aufruhr der ganzen Gemeinde Gelterkinden erklärt und Gewaltmassregeln gegen sie angeordnet. Obschon am Morgen des 25. April Herr Dr. Baader den Gmeinijoggeli selbst nach Liestal führte, und trotz allen Versicherungen von Seite dieses letztern und des Herrn Statthalters Schaub in Sissach, dass die Gemeinde Gelterkinden keine verfassungs- und gesetzwidrigen Schritte getan habe und alles ruhig sei, verfügte die Regierung doch, dass zirka 800 Mann Artillerie, Kavallerie, Scharfschützen, Füsiliere, Jäger und Landjäger die Gemeinde besetzen sollen.

## Die Besetzung von Gelterkinden
Gegen Abend desselben Tages noch rückten sie, ungeachtet des Protestes von Seite des Gemeinderats, mit Patronen versehen und mit brennenden Lunten in das Dorf ein und mussten einquartiert werden. Beim Einmarsch wurde ein junger Mann, Jakob Buess, der sich in seiner Trunkenheit gegenüber einigen Offizieren Widerrede erlaubt hatte, mit Säbeln verwundet. Die Gemeinde musste 4000 Franken Strafe zahlen und die Bürger, welche die Verhaftung des Gemeinijoggeli verhindert hatten, ausliefern. Nach zwei Tagen Besetzung wurden die Truppen wieder abgezogen.
Einige Jahre später, als sich die Gemüter etwas beruhigt hatten und die Sache mit etwas Abstand angesehen wurde, wurde der Kantonsregierung klar, dass ihre Reaktion damals übertrieben war. Sie erstatteten der Gemeinde die 4000 Franken zurück und sahen diesen «Handel» als erledigt an.

## Literarische Nachweise
- Heimatkunde von Gelterkinden von 1864, Seite 76/77
- Heimatkunde von Gelterkinden von 1966, Seite 20
- 430 Jahre Pümpin von Gelterkinden von 1986, Seite 116